# Van Besouw
Van Besouw is een Nederlands textielbedrijf in Goirle onder leiding van de familie Van Besouw afkomstig uit Berkel-Enschot.

## Geschiedenis
Oorspronkelijk handelden leden van deze familie in kaatsballen die te Goirle in thuisarbeid werden vervaardigd. Omstreeks 1840 stagneerde de verkoop hiervan. Uit 1839 stamt het eerste document waaruit blijkt dat Jan Baptist van Besouw een fabrikeur was, waarvoor thuiswevers werkzaam waren. In 1861 nam Jan Baptists zoon, Gerard van Besouw het bedrijfje over. Dat werd een fabrieksonderneming in 1884 De machinale productie startte in 1885 in een fabriek aan de Kerkstraat. De productie bestond uit linnen, zeildoek en zakken. Gerards zonen Jan, Willem en Piet kwamen eveneens in de onderneming, maar Willem trad weldra in bij de Dominicanen. Gerard, Jan en Piet startten in 1894 een vennootschap onder de naam: G. van Besouw J.B. zn.. Na een brand een jaar later werd het fabriekscomplex hersteld.
In 1896 verliet Gerard de vennootschap. Jan en Piet gingen verder. Jan van Besouw werd bekend als een fabrieksdirecteur die de boodschap van de encycliek Rerum Novarum ter harte nam, de arbeidsomstandigheden verbeterde en andere sociale vernieuwingen doorvoerde. Hiervan kan genoemd worden de oprichting van een corporatie die het welzijn van de arbeiders bevorderde, onderwijs stimuleerde en drankmisbruik bestreed.
In 1904 werd de fabriek uitgebreid met een Holtapweverij. In 1908 werd de firma omgezet in een Naamloze Vennootschap onder de naam: N.V. Stoomweverij en Tapijtfabriek v/h G. van Besouw. Na het overlijden van Gerard van Besouw in 1909 zetten de twee broers gezamenlijk nog een aantal jaren de nv voort totdat in 1917 Piet het bedrijf verliet, na onenigheid met zijn broer. Hij richtte de firma P. van Besouw & Zonen, (later bekend onder de naam N.V. Hollandsche Textielindustrie (H.T.I.). Jan C.P. Mes (Jan Mes sr.), de schoonzoon van Jan van Besouw, werd bedrijfsleider bij het oorspronkelijke bedrijf, dat in 1920 omgedoopt werd in Stoomweverijen Besouw N.V.. Jan van Besouw was de enige directeur, maar Jan C.P. Mes voegde zich na enkele maanden bij hem. In 1941 kwam zoon Jan Mes jr. in dienst, diens broer Gom Mes volgde in 1945, Jef Mes in 1946 en Flor Mes in 1952. Nadat Jan Mes sr. in 1959 het bedrijf had verlaten, volgden de vier broers hem op. In 1963 verlieten Jef en Flor het bedrijf, waarna Jan en Gom samen de directiefunctie voortzetten.

## Na 1944
In 1964 werd gestart met Bisonyl, een met pvc gecoat doek. In 1967 werd Benno Premsela als ontwerper aangetrokken, Van Besouw kwam in plaats van BEGO als merknaam. In 1973 ontstonden er drie divisies: Van Besouw Interior (tapijten e.d.), Van Besouw Fabrics (zwaardoek) en Van Besouw Kunststoftechniek. Houdstermaatschappij was Stoomweverijen Besouw N.V., die in 1978 haar naam veranderde in Van Besouw N.V. en in 1988 in Van Besouw Holding N.V.. In 1972 startte een samenwerkingsverband met de weverij Storck Gebr. & Co. GmbH uit Krefeld.
In 1980 kwam Frank de Ruijter in dienst als adjunct-directeur. De jaren tachtig waren problematisch, vanaf 1981 volgden reorganisaties. Ondertussen verlieten Jan en Gom Mes het bedrijf en werd Frank de Ruijter directeur. Rond 1980 schommelde het werknemersbestand rond de 350. Het bedrijf kon mede bestaan door een aanzienlijke deelname van de NIBC Bank die in 1980 een derde van de aandelen bezat. In het daarop volgende decennium liep dat terug tot 11% in 1990, terwijl de investeringsmaatschappij Stimulans een belang nam. In 1989 kreeg het bedrijf het predicaat "Koninklijk" en heette voortaan: Koninklijke Van Besouw N.V.. Deze was echter geen lang leven beschoren. Mede als gevolg van de overname van de Koninklijke Vereenigde Tapijtfabrieken te Moordrecht in 1990 - waarvan Van Besouw een belangrijke schuldeiser was -, moest in 1995 surséance van betaling worden aangevraagd. De holding en de werkmaatschappijen Tapijt en Kunststoffen gingen failliet. Ze maakten echter een doorstart. De kunststoffendivisie werd in 2000 door de Amerikaanse groep Cooley overgenomen, en de tapijtendivisie in 2003 door Intercarpet uit Aalten. De kunststoffendivisie veranderde vervolgens nog enkele malen van eigenaar. Ze werd in 2008 overgenomen door het Deense Icopal. De productie daarvan bleef in Goirle gevestigd. De tapijtendivisie vertrok in 2008 definitief vanuit Goirle naar Blokzijl. In 2010 is Van Besouw overgenomen door de Hillfloor group uit Genemuiden.

## Monumenten
Van het complex zijn een kantoorgebouw uit 1952 en een ketelhuis met schoorsteen uit het begin van de 20e eeuw aangewezen als gemeentelijk monument.

## Externe bronnen
- Geschiedenis
- Fotogalerij
- Gebouw[dode link]

Virginie Mes, Jef van Gils, Frank van Gils, Van Besouw - de ontknoping : geschiedenis van een Goirles textielbedrijf, 2005 ISBN 9080784125